# مارشال تامپسون
مارشال تامپسون (انگلیسی: Marshall Thompson; ۲۷ نوامبر ۱۹۲۵ – ۱۸ مهٔ ۱۹۹۲) هنرپیشه اهل ایالات متحده آمریکا بود.

## گزیده فیلمشناسی
از فیلم‌ها یا برنامه‌های تلویزیونی که وی در آن نقش داشته‌است می‌توان به آثار زیر اشاره کرد.
- قلب ارغوانی (۱۹۴۴)
- ساعت (فیلم ۱۹۴۵) (۱۹۴۵)
- دره تصمیم (۱۹۴۵)
- آنان قابل چشم‌پوشی بودند (۱۹۴۵)
- بازگشت به خانه (فیلم ۱۹۴۸) (۱۹۴۸)
- روزانا مک‌کوی (۱۹۴۹)
- میدان جنگ (فیلم ۱۹۴۹) (۱۹۴۹)
- خیابان راز (۱۹۵۰)
- راهروی شیطان (۱۹۵۰)
- هدف بلند (۱۹۵۱)
- نقطه عطف (فیلم ۱۹۷۷) (۱۹۷۷)
- گیلاب (فیلم) (۱۹۷۹)
- فرمول (فیلم ۱۹۸۰) (۱۹۸۰)